# Anita Conti
Anita Conti (in armeno Անիթա Գոնթի?; nata Caracotchian; Ermont, 17 maggio 1899 – Douarnenez, 25 dicembre 1997) è stata un'esploratrice e fotografa francese, la prima donna oceanografa del suo Paese.

## Biografia
Anita Caracotchian è nata a Ermont nella Seine-et-Oise da una ricca famiglia armena. Ha trascorso la sua infanzia venendo istruita in casa da diversi tutor, viaggiando con la sua famiglia e sviluppando gradualmente una passione per i libri e il mare.
Trasferita a Parigi, inizia a concentrarsi sulla scrittura di poesie e sull'arte della rilegatura dei libri. Il suo lavoro le ha fatto vincere diversi premi e riconoscimenti per la sua creatività a Londra, Parigi, New York e Bruxelles.
Nel 1927 sposò un diplomatico, Marcel Conti, e con lui iniziò a viaggiare per il mondo, documentando e raccontando ciò che vedeva e sperimentava. Trascorrendo del tempo sui pescherecci per giorni e persino mesi le ha dato una comprensione più profonda delle problematiche affrontate dai pescatori. Tra le due guerre mondiali, oltre alle già utilizzate carte nautiche, sviluppò la tecnica delle carte da pesca. Per due anni, da una nave all'altra, ha iniziato ad osservare i pescatori francesi lungo la costa fino alla scoperta di specie ittiche sconosciute in Francia nell'Africa sahariana. Ha pubblicato numerosi rapporti scientifici sugli effetti negativi della pesca industriale e sui diversi problemi legati alle pratiche di pesca.
Dal 1943 per i 10 anni successivi ha studiato la natura dei fondali, le diverse specie ittiche ei loro valori nutrizionali in relazione alla carenza proteica per le popolazioni locali nelle isole Mauritius, Senegal, Guinea e Costa d'Avorio. Ha gradualmente sperimentato e sviluppato migliori tecniche di conservazione, metodi di pesca e installato tane artificiali per continuare ulteriori studi. Ha anche fondato una pesca sperimentale per gli squali, acquistando consapevolezza dell'uso improprio delle risorse naturali da parte dell'industria della pesca e dei grandi sprechi legati ad essa.
Nel 1971 pubblica L'Ocean, les bêtes et l'homme, per denunciare il disastro che gli uomini creano e i suoi effetti sugli oceani. Attraverso numerose conferenze e forum ha sostenuto il miglioramento del mondo marino, fino alla fine della sua vita, il 25 dicembre 1997, a Douarnenez.

## Opere
- Géants des mers chaudes, Parigi, 1957; ed. Payot & Rivages, 1997 (ISBN 2228890936)
- Racleurs d'océans, Parigi, 1993; ed. Payot & Rivages, 1998 (ISBN 2228895911)
- [La] route est si longue avant la nuit, Fécamp, 1996
- L'Océan, les bêtes et l'homme ou l'ivresse du risque, ed. Andrè Bonne, 1971
- Les Terre-neuvas, ed. du Chêne, Parigi, 2004 (ISBN 2842775422)